# Lijst van afleveringen van Mad Men
Dit is een lijst met afleveringen van de Amerikaanse televisieserie Mad Men. De serie telt zeven seizoenen. Een overzicht van alle afleveringen is hieronder te vinden.

## Seizoen 1
| Nr. | Titel Aflevering        | Uitzenddatum VS   | Uitzenddatum NL  | Kijkcijfers NL |
| --- | ----------------------- | ----------------- | ---------------- | -------------- |
| 1   | Smoke Gets in Your Eyes | 19 juli 2007      | 24 juni 2009     | 165.000        |
| 2   | Ladies Room             | 26 juli 2007      | 24 juni 2009     | 165.000        |
| 3   | Marriage of Figaro      | 2 augustus 2007   | 1 juli 2009      | ??             |
| 4   | New Amsterdam           | 9 augustus 2007   | 8 juli 2009      | ??             |
| 5   | 5G                      | 16 augustus 2007  | 15 juli 2009     | ??             |
| 6   | Babylon                 | 23 augustus 2007  | 22 juli 2009     | 88.000         |
| 7   | Red in the Face         | 30 augustus 2007  | 29 juli 2009     | ??             |
| 8   | The Hobo Code           | 6 september 2007  | 5 augustus 2009  | ??             |
| 9   | Shoot                   | 13 september 2007 | 12 augustus 2009 | ??             |
| 10  | Long Weekend            | 27 september 2007 | 19 augustus 2009 | ??             |
| 11  | Indian Summer           | 4 oktober 2007    | 26 augustus 2009 | ??             |
| 12  | Nixon vs. Kennedy       | 11 oktober 2007   | 2 september 2009 | ??             |
| 13  | The Wheel               | 18 oktober 2007   | 9 september 2009 | ??             |

## Seizoen 2
| Nr. | Titel Aflevering            | Uitzenddatum VS   | Uitzenddatum NL  | Kijkcijfers NL |
| --- | --------------------------- | ----------------- | ---------------- | -------------- |
| 1   | For Those Who Think Young   | 27 juli 2008      | 8 juni 2010      | 157.000        |
| 2   | Flight 1                    | 3 augustus 2008   | 15 juni 2010     | 88.000         |
| 3   | The Benefactor              | 10 augustus 2008  | 22 juni 2010     | 99.000         |
| 4   | Three Sundays               | 17 augustus 2008  | 29 juni 2010     | 102.000        |
| 5   | The New Girl                | 24 augustus 2008  | 6 juli 2010      | 77.000         |
| 6   | Maidenform                  | 31 augustus 2008  | 13 juli 2010     | 141.000        |
| 7   | The Gold Violin             | 7 september 2008  | 20 juli 2010     | 125.000        |
| 8   | A Night to Remember         | 14 september 2008 | 27 juli 2010     | 117.000        |
| 9   | Six Month Leave             | 28 september 2008 | 3 augustus 2010  | 121.000        |
| 10  | The Inheritance             | 5 oktober 2008    | 10 augustus 2010 | 102.000        |
| 11  | The Jet Set                 | 12 oktober 2008   | 17 augustus 2010 | 123.000        |
| 12  | The Mountain King           | 19 oktober 2008   | 24 augustus 2010 | 75.000         |
| 13  | Meditations in an Emergency | 26 oktober 2008   | 31 augustus 2010 |                |

## Seizoen 3
| Nr. | Titel Aflevering                     | Uitzenddatum VS   | Uitzenddatum NL  | Kijkcijfers NL |
| --- | ------------------------------------ | ----------------- | ---------------- | -------------- |
| 1   | Out of Town                          | 16 augustus 2009  | 8 juni 2011      |                |
| 2   | Love Among the Ruins                 | 23 augustus 2009  | 15 juni 2011     |                |
| 3   | My Old Kentucky Home                 | 30 augustus 2009  | 22 juni 2011     |                |
| 4   | The Arrangements                     | 6 september 2009  | 29 juni 2011     |                |
| 5   | The Fog                              | 13 september 2009 | 6 juli 2011      |                |
| 6   | Guy Walks Into an Advertising Agency | 20 september 2009 | 13 juli 2011     |                |
| 7   | Seven Twenty Three                   | 27 september 2009 | 20 juli 2011     |                |
| 8   | Souvenir                             | 4 oktober 2009    | 27 juli 2011     |                |
| 9   | Wee Small Hours                      | 11 oktober 2009   | 3 augustus 2011  |                |
| 10  | The Color Blue                       | 18 oktober 2009   | 10 augustus 2011 |                |
| 11  | The Gypsy and the Hobo               | 25 oktober 2009   | 17 augustus 2011 |                |
| 12  | The Grown-Ups                        | 1 november 2009   | augustus 2011    |                |
| 13  | Shut the Door. Have a Seat.          | 8 november 2009   | augustus 2011    |                |

## Seizoen 4
| Nr. | Titel Aflevering                | Uitzenddatum VS   |
| --- | ------------------------------- | ----------------- |
| 1   | Public Relations                | 25 juli 2010      |
| 2   | Christmas Comes But Once a Year | 1 augustus 2010   |
| 3   | The Good News                   | 8 augustus 2010   |
| 4   | The Rejected                    | 15 augustus 2010  |
| 5   | The Chrysanthemum and the Sword | 22 augustus 2010  |
| 6   | Waldorf Stories                 | 29 augustus 2010  |
| 7   | The Suitcase                    | 5 september 2010  |
| 8   | The Summer Man                  | 12 september 2010 |
| 9   | The Beautiful Girls             | 19 september 2010 |
| 10  | Hands and Knees                 | 26 september 2010 |
| 11  | Chinese Wall                    | 3 oktober 2010    |
| 12  | Blowing Smoke                   | 10 oktober 2010   |
| 13  | Tomorrowland                    | 17 oktober 2010   |

## Seizoen 5
| Nr. | Titel Aflevering     | Uitzenddatum VS | Uitzenddatum NL |
| --- | -------------------- | --------------- | --------------- |
| 1/2 | A Little Kiss        | 25 maart 2012   | 28 maart 2013   |
| 3   | Tea Leaves           | 1 april 2012    | 4 april 2013    |
| 4   | Mystery Date         | 8 april 2012    | 18 april 2013   |
| 5   | Signal 30            | 15 april 2012   | 25 april 2013   |
| 6   | Far Away Place       | 22 april 2012   | 2 mei 2013      |
| 7   | At the Coffish Ball  | 29 april 2012   | 9 mei 2013      |
| 8   | Lady Lazarus         | 6 mei 2012      | 16 mei 2013     |
| 9   | Dark Shadows         | 13 mei 2012     | 23 mei 2013     |
| 10  | Christmas Waltz      | 20 mei 2012     | 30 mei 2013     |
| 11  | The Other Woman      | 27 mei 2012     | 6 juni 2013     |
| 12  | Commissions and Fees | 3 juni 2012     | 13 juni 2013    |
| 13  | The Phantom          | 10 juni 2012    | 20 juni 2013    |

## Seizoen 6
| Nr. | Titel Aflevering      | Uitzenddatum VS |
| --- | --------------------- | --------------- |
| 1   | The Doorway (part 1)  | 07 april 2013   |
| 2   | The Doorway (part 2)  | 07 april 2013   |
| 3   | Collaborators         | 14 april 2013   |
| 4   | To Have And Hold      | 21 april 2013   |
| 5   | The Flood             | 28 april 2013   |
| 6   | For Immediate Release | 5 mei 2013      |
| 7   | Man With A Plan       | 12 mei 2013     |
| 8   | The Crash             | 19 mei 2013     |
| 9   | The Better Half       | 26 mei 2013     |
| 10  | A Tale Of Two Cities  | 02 juni 2013    |
| 11  | Favors                | 09 juni 2013    |
| 12  | The Quality of Mercy  | 16 juni 2013    |
| 13  | In Care Of            | 23 juni 2013    |

## Seizoen 7
| Nr. | Titel Aflevering         | Uitzenddatum VS |
| --- | ------------------------ | --------------- |
| 1   | Time Zones               | 13 april 2014   |
| 2   | A Day's Work             | 20 april 2014   |
| 3   | Field Trip               | 27 april 2014   |
| 4   | The Monolith             | 04 mei 2014     |
| 5   | The Runaways             | 11 mei 2014     |
| 6   | The Strategy             | 18 mei 2014     |
| 7   | Waterloo                 | 25 mei 2014     |
| 8   | Severance                | 05 april 2015   |
| 9   | New Business             | 12 april 2015   |
| 10  | The Forecast             | 19 april 2015   |
| 11  | Time & Life              | 26 april 2015   |
| 12  | Lost Horizon             | 3 mei 2015      |
| 13  | The Milk and Honey Route | 10 mei 2015     |
| 14  | Person to Person         | 17 mei 2015     |